# Era d'Escorca
L'Era d'Escorca és una dolina de la possessió d'Escorca, al municipi homònim, que per la seva situació i les seves característiques ha fet que el poble mallorquí generàs llegendes entorn de la seva formació. Està situada, doncs, a la vorera de la carretera que connecta Lluc amb Sóller, a l'altura del quilòmetre 24,6, a una zona de sembrats.

## Descripció morfològica
Es tracta d'una depressió subcircular d'uns 40 m de diàmetre que assoleix els 18 m de desnivell del punt més baix al llavi superior. Com que es troba en una zona de rost, per la cara meridional hi ha un desnivell abrupte entre el fons de la dolina i la superfície, però per la cara septentrional el fons està al mateix nivell que la superfície, de manera que s'hi pot accedir fàcilment (per bé que està ocupat de vegetació abundant).
Es tracta d'una morfologia de superfície que té el seu origen en el procés de dissolució de materials carstificables subjacents, probablement dipòsits de guix del Keuper, que han conduït a l'enfonsament. No es tracta, per tant, d'una era de batre ans d'una morfologia càrstica natural. És la interacció que l'home hi ha tengut que ha fet néixer la llegenda que l'assimila a una antiga era esfondrada.

## Llegenda
La llegenda assolí gran difusió gràcies al poema de Miquel Costa i Llobera de 1899 intitulat L'Era d'Escorca i publicat dins Tradicions i fantasies de 1903. En la tradició de Costa i Llobera, l'Era d'Escorca era una era de batre en la qual hi havia uns pagesos que batien. Passà un capellà i els pagesos mostren una atitud poc respectuosa envers el capellà i Crist. Aquesta ofensa provocà la ira divina, i així l'era s'enfonsà i engolí els pagesos irreverents. La dolina que avui en dia podem observar, doncs, seria, segons la llegenda, les restes de l'antiga era esfondrada.
Els orígens d'aquest mite són força antics i es poden rastrejar fins al segle xvii. Així, el 1646 ja es documenta el topònim de l'Era Esfondrada, que no documenta la llegenda però prova que ja s'associava amb una era de batre. El relat com a tal, ja plenament configurat, es documenta per primera vegada el 1758 en un manuscrit de l'Arxiu de Lluc, i torna a ésser recollit per Bartomeu Ferrà el 1880, uns anys abans que Costa i Llobera.
La història vinculada a l'Era d'Escorca no és exclusiva d'aquest indret, atès que hom en troba paral·lels arreu. La temàtica del càstig diví davant atituds irreverents proliferà durant la baixa edat mitjana i així hom en troba paral·lels al Principat, amb llegendes com la de l'Era Enfonsada del Montseny, i a la Provença, on Frederic Mistral recollí una tradició dins el seu poema Mireia una tradició semblant localitzada a la zona de la Camarga, que tal vegada pogué inspirar el poema de Costa i Llobera. També es conta una tradició similar a Sencelles entorn de l'Era esfondrada.